# Hemerocampa detrita
Hemerocampa detrita is een donsvlinder uit de familie van de spinneruilen (Erebidae). De wetenschappelijke naam van de soort is voor het eerst geldig gepubliceerd in 1844 door Guérin-Meneville.